# Zarazice
Zarazice (německy Zarasitz) je část města Veselí nad Moravou v okrese Hodonín. Nachází se na jihozápadě Veselí nad Moravou. Prochází tudy železniční trať Rohatec - Veselí nad Moravou a silnice I/55. Je zde evidováno 593 adres. Trvale zde žije 998 obyvatel.
Zarazice je také název katastrálního území o rozloze 5,88 km2.

## Název
Původ jména vesnice není zcela jasný. Množné číslo (které nicméně nemusí být původní) a přípona -ice by ukazovaly na původní obyvatelské jméno odvozené od osobního jména, které by mělo znít buď Zarad nebo Zaraz (a jehož význam by byl "Zaradovi/Zarazovi lidé"). Obě jména však způsobují nesnáze: od Zarad by jméno vesnice znělo Zaradice, od Zaraz by znělo Zaražice. Je tedy možné, že původně se vesnice jmenovala Záhrazí podle polohy za hrází, od původního jména pak byla utvořena zdrobnělina (středního rodu) Zahrazíce, která následně zastaráním tohoto způsobu tvoření zdrobnělin by byla přikloněna (spolu se zjednodušením počátku druhé slabiky) k častému typu sídelních jmen v množném čísle zakončených na -ice. Pro potvrzení této domněnky nicméně scházejí staré písemné doklady (nejstarší je z roku 1447).

## Obyvatelstvo

### Struktura
Vývoj počtu obyvatel za celou obec i za jeho jednotlivé části uvádí tabulka níže, ve které se zobrazuje i příslušnost jednotlivých částí k obci či následné odtržení.
| Místní části   | Místní části  | 1869 | 1880 | 1890 | 1900 | 1910 | 1921 | 1930 | 1950 | 1961 | 1970 | 1980 | 1991 | 2001 | 2011 |
| -------------- | ------------- | ---- | ---- | ---- | ---- | ---- | ---- | ---- | ---- | ---- | ---- | ---- | ---- | ---- | ---- |
| Počet obyvatel | část Zarazice | 772  | 889  | 837  | 1013 | 981  | 959  | 931  | 970  | 1015 | 950  | 994  | 983  | 993  | 946  |
| Počet domů     | část Zarazice | 143  | 164  | 166  | 165  | 190  | 196  | 210  | 229  | 234  | 245  | 263  | 288  | 282  | 295  |